# 丽基·多克
丽基·多克（Rikki Doak，1998年10月27日—），加拿大女子短道速滑运动员，2023年世界短道速滑锦标赛女子3000米接力铜牌得主、2024年世界短道速滑锦标赛女子3000米接力铜牌得主、2025年世界短道速滑锦标赛女子3000米接力金牌得主。